# John Barton (teologo)
John Barton (Londra, 17 giugno 1948) è un presbitero e biblista britannico della Chiesa d'Inghilterra.
Ordinato sacerdote nel '73, dal 1991 al 2014 è stato docente di interpretazione della Sacra Scrittura a Oxford, nella cattedra istituita nel 1876 dall'Oriel College e cofinanziata dalla Laing Foundation. Dal 2010 al 2013 ha collaborato al progetto Ethics in Ancient Israel ("Etica nell'antico Israele"), grazie a una borsa di studio del Leverhulme Trust Major Research Fellowship.
Dal 2007 Barton è membro della British Academy ed è membro estero dell'Accademia norvegese di scienze e lettere. A partire dal 2013, ha continuato a prestare il servizio sacerdotale nella parrocchia di Abingdon, dove risiede.

## Biografia
Frequentò la scuola superiore privata e indipendente fondata nel 1624 a Hammersmith dal facoltoso mercante Edward Latymer. Nel 1969 conseguì il Bachelor of Arts in teologia al Keble College di Oxford. Appena laureato, rimase come ricercatore al Merton College. Come da prassi nelle Università di Oxford, Cambridge e Dublino, nel 1973 il suo BA fu convertito in un Master of Arts in teologia, avendo prestato sei anni di servizio all'interno del corpo docente dell'ateneo. Sempre nel '73, Barton fu ordinato diacono e sacerdote della Chiesa d'Inghilterra.
Nel '74 fu eletto fellow al St Cross College e lettore universitario in teologia veterotestamentaria all'Università di Oxford.
Quindi, si trasferì al Merton College nel quale completò il dottorato nel '74, con una dissertazione intitolata The Relation of God to Ethics in the Eighth Century Prophets ("La relazione di Dio con l'etica nei profeti dell'ottavo").
Concentrandosi sulla sua carriera accademica, non ricoprì una posizione ecclesiastica fino al 1979 quando fu nominato cappellano del St Cross College di Oxford, ruolo che ricoprì fino al '91, anno del trasferimento all'Oriel College.

Nel 1988, l'Università di Oxford gli conferì un post-dottorato in lettere (D. Litt.).
Nel 1989 fu elevato al grado di lettore principale nell'ambito degli studi biblici. Due anni dopo, ottenne la cattedra di interpretazione della Sacra Scrittura presso l'Oriel College del quale fu eletto fellow.
Dal '91 al 2003 fu teologo canonico della Cattedrale di Winchester, oltre a prestare il servizio sacerdotale nella parrocchia di Abingdon, suo luogo di residenza. Dal 2005 al 2005 e nuovamente dal 2009 al 2010 rappresentò Oxford in seno al Sinodo Generale della Chiesa d'Inghilterra. già membro del direttivo del seminario teologico anglicano di Cuddesdon, nel 2011 fu eletto presidente di Modern Church, un'organizzazione liberale che promuove il dialogo interreligioso, la possibilità di riabilitazione storica o di condanna di posizioni dottrinali diversamente recepite in passato dal Magistero, il sacerdozio e l'episcopato femminile, i diritti LGBT nel clero anglicano e il matrimonio dei divorziati. A causa di sopraggiunti problemi di salute, due anni più tardi conservò solamente la posizione di direttore del periodico omonimo.
Dal 2010 al 2013 collaborò al progetto Ethics in Ancient Israel ("Etica nell'antico Israele"), grazie a una borsa di studio del Leverhulme Trust Major Research Fellowship.

Nel 2014 si dimise dal ruolo di docente di interpretazione scritturale per diventare fellow emerito dell'Oriele College.  Nello stesso anno, fu nominato ricercatore senior della Campion Hall, una delle sei istituzione educative private e indipendenti interne all'Università di Oxford, gestite da altrettante denominazioni cristiane (Campion Hall appartiene all'ordine gesuita).
Nel 2005 divenne delegato dell'Oxford University Press, la casa editrice d'ateneo. Nel 2001 fu nominato editore aggiunto del The Oxford Bible Commentary

Dal 2004 al 2010 fu uno dei redattori del Journal of Theological Studies e uno dei due redattori anglofoni della serie di monografie intitolata Beihefte zur Zeitschrift für die alttestamentliche Wissenschaft, pubblicata a Berlino. Al 2020, è caporedattore della collana Oxford Encyclopedia of Religions.
Gli interessi di ricerca di Barton comprendono la teologia e i profeti dell'Antico Testamento, il canone e l'interpretazione biblica, nonché l'etica biblica.

## Vita privata
Nel '73 sposò Mary Burn con la quale ebbe una figlia. La coppia si stabilì a Abingdon.

## Premi e riconoscimenti
- 1988:  laurea honoris causa in Teologia (Dr. theol.) conferita dall'Università di Bonn[4];
- 1988: post-dottorato onorario in lettere (D. Litt.) conferito dall'Università di Oxford[4];
- 2007. eletto fellow della British Academy[5];
- 2020: candidato al Wolfson History Prize per il volume dal titolo A History of the Bible: The Book and Its Faiths.[20]

Inoltre, è stato membro corrispondente dell'Accademia Norvegese di Scienze e Lettere.